# غوستافو أدولفو بالما
غوستافو أدولفو بالما (بالإسبانية: Gustavo Adolfo Palma) هو كاتب أغاني ومغني غواتيمالي، ولد في 31 أغسطس 1920 في خوتيابا في غواتيمالا، وتوفي في 1 ديسمبر 2009 في غواتيمالا في غواتيمالا.